# Jane Lindskold
Jane M. Lindskold, född 1962, är en amerikansk fantasy-, science fiction- och novellförfattare. 

### The Firekeeper Saga
- Through Wolf's Eyes (2001)
- Wolf's Head, Wolf's Heart (2002)
- The Dragon of Despair (2003)
- Wolf Captured (2004)
- Wolf Hunting (2006)
- Wolf's Blood (2007)
- Wolf's Search (2019)

### Athanor-serien
- Changer (1998)
- Legends Walking (1999)

### The Land of Smoke and Sacrifice
- Thirteen Orphans (2008)
- Nine Gates (2009)
- Five Odd Honors (2010)

#### Artemis
- Artemis Awakening (2014)
- Artemis Invaded (2015)

### Övriga romaner
- Brother to Dragons, Companion to Owls (1994)
- Marks of Our Brothers (1995)
- The Pipes of Orpheus (1995)
- Smoke and Mirrors (1996)
- When the Gods are Silent (1997)
- Donnerjack (1997) med Roger Zelazny
- Lord Demon (1999) med Roger Zelazny
- The Buried Pyramid (2004)
- Child of a Rainless Year (2005)
- Asphodel (2018)

### Korta berättelser
- Noh Cat Afternoon i Catfantastic IV (1996)
- Queen's Gambit i Worlds of Honor (1999)
- Promised Land i The Service of the Sword (2003)